# Биківнянське кладовище
Биківня́нське кладови́ще — некрополь у Деснянському районі міста Києва. Призначався для поховання мешканців селища Биківня.

## Історія
За інформацією адміністрації кладовища воно було закладено в 1912 році, але на трьохверстовій мапі Шуберта 1868 року воно вже було позначене. Найстаріші поховання датуються 1920-ми роками, але самі надгробки збудовані значно пізніше. Достеменно невідомо, чи таємно ховали на місцевому кладовищі закатованих політв'язнів, як це було у сусідньому лісництві. Основна маса могил відноситься до 1960-х рр.
Закрите для масових поховань з 1988 року, дозволено підпоховання у родинну могилу.

## Поховані
- Бандура Анатолій Іванович (1946–2005) — державний діяч.